# Лето любви (фильм)
«Лето любви» (пол. Lato miłości) — художественный фильм режиссёра Феликса Фалька по рассказу Ивана Бунина «Натали».

## Сюжет
Россия, конец XIX века. Студент Александр приезжает на время каникул в деревню в имение своего дяди, где у него завязывается страстный роман со своей двоюродной сестрой Соней. Одновременно он испытывает чувства к её подруге — загадочной и мечтательной Натали. В результате возникает любовный треугольник, включающий в себя две стороны женской натуры: чувственную и духовную.

## Актёры
- Сергей Шнырёв — Александр
- Дарья Повереннова —Соня
- Эва Буковская — Натали,  (роль озвучивала Алёна Лисовская)
- Эрнст Романов — Николай Захарович
- Анатолий Терпицкий — Зайцев
- Пётр Юрченков — Мещерский
- Стефания Станюта — Стефания
- Денис Беспалый — Митя
- Татьяна Попова — Агафья
- Микола Бабашов — возница Николай

## Дополнительно
Съёмки проходили в Усадебно-парковом ансамбле Гремяча.
Фильм был номинирован на «Золотого Льва» — главную награду Фестиваля польских художественных фильмов в Гдыне (1994).
На сайте Киношколы в Лодзи о польском кинематографе FilmPolski.pl отмечено:
Фильм снят на русском языке — чтобы безусловно сблизить его с литературной основой. Феликс Фальк поставил на верность повести Бунина, только изменив немного финал и смело подчеркнув её эротическую ауру. Уже сам факт, что Фальк заинтересовался прозой Бунина, кажется необычным, ибо режиссёр этот известен в основном как один из создателей «кино морального беспокойства», а между тем «Лето…» является песней о любви, о её рождении, тревогах и двух дополняющих друг друга её обличьях — духовном и телесном. Оригинальный текст (пол.) Film nakręcono bowiem po rosyjsku, co niewątpliwie zbliżyło go literackiego pierwowzoru. Feliks Falk postawił na wierność noweli Bunina, modyfikując jedynie nieco zakończenie i odważniej podkreślając jej erotyczną aurę. Już sam fakt, że Feliks Falk zainteresował się prozą Bunina, wydaje się niezwykły. Reżyser ten znany jest bowiem głównie jako współtwórca "kina moralnego niepokoju". Tymczasem "Lato..." jest utworem o miłości, o jej narodzinach, niepokojach i dwu dopełniających się obliczach - duchowym i cielesnym.
На вопрос будет ли он ещё экранизировать литературные произведения, режиссёр ответил: «Я бы с удовольствием, но нет у нас соответствующих текстов для экранизации. Те, которые получают премию „Нике“ — это возвышенные романы, оперирующие главным образом формой. Такие меня не интересуют. А за права на экранизацию западных романов нужно много платить».